# (3203) Huth
(3203) Huth est un astéroïde de la ceinture principale.

## Description
(3203) Huth est un astéroïde de la ceinture principale. Il fut découvert le 18 septembre 1938 à Sonneberg par Cuno Hoffmeister. Il présente une orbite caractérisée par un demi-grand axe de 2,32 UA, une excentricité de 0,26 et une inclinaison de 6,7° par rapport à l'écliptique.

## Compléments